# 柳風杯女流棋士トーナメント大会
柳風杯女流棋士トーナメント大会（りゅうふうはいじょりゅうきしトーナメントたいかい）は、日本の囲碁棋戦である。
囲碁文化振興議員連盟主催で行われる女流棋士によるトーナメント戦、非公式棋戦、2025年創設。

## 概要
- 主催：囲碁文化振興議員連盟
- 協賛：囲碁・将棋チャンネル、木下グループ（映画『碁盤斬り』製作者）、小泉
- 協力：公益財団法人日本棋院

## ルール・賞金
- 5回戦のノックアウトトーナメント戦
- コミ：6目半
- 持ち時間：・持時間なし・1手30秒の秒読み・1分単位の考慮時間3回
- 賞金：優勝･55万円、準優勝･25万円、3位･15万円、4位･10万円

## 優勝者と決勝戦
（左が優勝者）
- 第1回 2025年 上野梨紗女流棋聖 - 謝依旻七段

## 大会内容・結果

### 第1回
2025年5月5日（1・2回戦）及び2025年5月10日（3回戦・準決勝・決勝）に、日本棋院東京本院において、日本棋院所属の女流棋士32名によって行われた。 
≪出場棋士≫

上野梨紗女流棋聖／小林泉美七段／鈴木歩七段／謝依旻七段／岡田結美子六段／吉原由香里六段 ／桑原陽子六段／向井千瑛六段／⻘葉かおり五段／大沢奈留美五段／井澤秋乃五段／奥田あや五段／甲田明子四段／万波佳奈四段／万波奈穂四段／星合志保四段／牛栄子四段／穂坂繭三段／⻑島梢恵三段／中島美絵子三段 ／三村芳織三段／下坂美織三段／木部夏生三段／茂呂有紗三段／辻華三段／金子真季二段／張心澄二段／徐文燕二段／高雄茉莉二段／塚田千春二段／栁原咲輝二段／張心治初段
（左が勝者）
準決勝
- 上野梨紗女流棋聖 - 向井千瑛六段
- 謝依旻七段 - 星合志保四段

3位決定戦
- 向井千瑛六段 - 星合志保四段

決勝
- 上野梨紗女流棋聖 - 謝依旻七段